# Ahlden

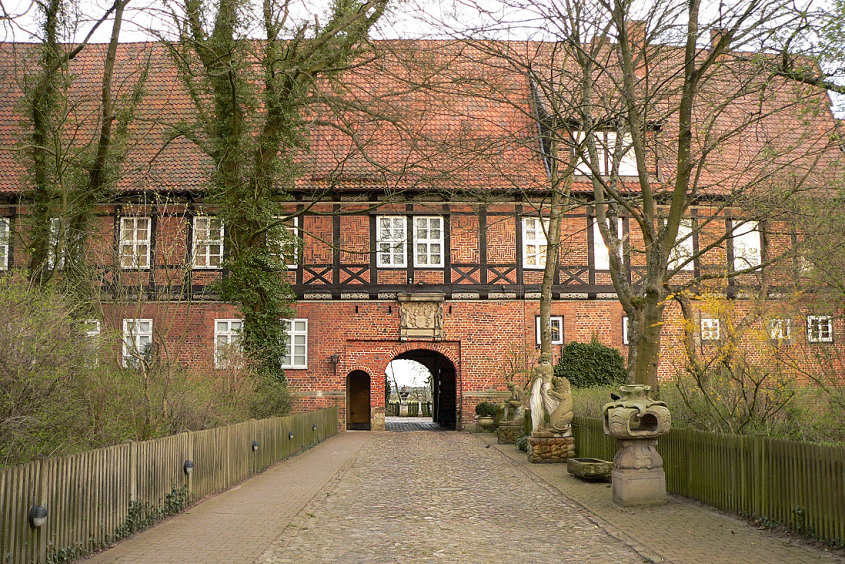
Slottet Ahlden 2008.

Ahlden (tyska Schloss Ahlden) är ett slott i Ahlden (Aller) på Lüneburgheden i Niedersachsen, Tyskland. Det byggdes 1549 som en vattenomgärdad borg på floden Aller, som därefter har ändrat sitt lopp. Numera är slottet med sina tre flyglar ett privathem och används som säte för ett auktionshus.
Det är framförallt känt som det slott som fungerade som fängelse från 1694 för Sofia Dorotea av Celle, eller Sophia Dorothea av Braunschweig-Lüneburg, maka till Georg I av Storbritannien och mor till Georg II av Storbritannien.
Slottsbyggnaden, som behöver omfattande renovering, såldes 1975 för ett pris av 90 000 D-mark från staten. Ett konstauktionshus förvärvade slottet som företagets huvudkontor. Villkoret var att hålla slottsgården öppen för allmänheten alla timmar under dagen. Besök inomhus är endast möjliga i begränsad omfattning som en del av förhandsvisningar på auktioner.